# اسلاوین سیندریچ
اسلاوین سیندریچ (کرواتی: Slavin Cindrić؛ ۱۰ اوت ۱۹۰۱ – ۲۹ آوریل ۱۹۴۲) بازیکن فوتبال اهل یوگسلاوی بود.
از باشگاه‌هایی که در آن بازی کرده‌است می‌توان به باشگاه فوتبال گراجانسکی زاگرب و باشگاه فوتبال کنکوردیا اشاره کرد.
وی همچنین در تیم ملی فوتبال یوگسلاوی بازی کرده‌است.